# 立憲君主制
立憲君主制（りっけんくんしゅせい、英: constitutional monarchy）とは、君主制における君主の権力が憲法によって規制されている政体。制限君主制（せいげんくんしゅせい）ともいう。立憲君主制には法的分類があり、憲法下で議会が権力を持ち君主権は名目であるイギリス型と、憲法下でも実際は君主権が制限されないドイツ帝国型とがある。
現代の君主制のほとんどは、イギリス型の立憲君主制とされる。また、現代イギリスの体制は「議会君主制」とも定義されることがある。議会君主制とは、「法の支配」（現代法治主義）としての憲法が君主権をより制限して議会の権力をより強めた一部の立憲君主制であり、現代ではそれはイギリスの他に日本、スウェーデン、スペイン、ベルギーなどに見られる。

## 概要
君主（称号としては「天子」、「王」、「皇帝」、「帝王」、「きみ」などがある。）とは、「伝統的には，国家において特定の1人が主権を保持する場合のその主権者」である。君主制とは、ある政治共同体において世襲の君主が主権を持つ政治形態であるが、その君主制の分類として、憲法に従って君主の権力が一定の制約を受ける政治体制を立憲君主制と呼ぶ。絶対君主が市民階級の台頭により妥協し生まれた。
立憲君主制が確立していくと共に君主の権能は制限されていく傾向があり、「君主は君臨すれども統治せず」という表現はイギリス君主のような「名目化」、「象徴化」を表している。この原理は日本国憲法下の天皇やベルギー憲法下の国王にも共通すると言われるが、「両憲法は国民主権に立脚するもので，君主の名目化，象徴化が最も進んでおり，もはや『君臨する』といえるかどうかさえ疑問である」とされている。
君主の有する権力の総体を君主主権といい、絶対王政はこれに支えられていたが、フランス革命は「あらゆる主権の原理は、本質的に国民に存する」（人権宣言3条）として君主主権の原理を否定し、国民主権原理を確立した。
『法律用語辞典(第4版)』によると立憲君主制は二種類、すなわち、実際の権力は議会に与えられ君主権は名目上にすぎないイギリス型と、憲法は存在しても実際には君主権が制限されないドイツ帝国型に分類される。大日本帝国憲法下の日本は、ドイツ型の立憲君主制とされる。

## 歴史
政治学者の田中浩が言うには立憲君主制は、絶対君主を打倒して近代国家を形成した17世紀のイギリスにおいて最初に確立された。
元々、イギリスでは13世紀末以来、君主権は議会の制定した法律や決定に制限されるという権力制限的思考が強かった。
しかし17世紀、君主がその権限の拡大強化を図り絶対君主の道を追求し始めたため、市民革命が起こった。
名誉革命後のイギリスでは、立法権を有する議会が行政権を持つ国王に優位するという政治思想が確立された。さらに18世紀中期以降は行政権を事実上内閣が掌握し、19世紀に政党政治が確立される中、議院内閣制が政治運営上の基本原則となり、イギリスは世界における民主主義国家のモデルとなった。
イギリス国王は今日においてもイギリスの元首であり、形式的には行政権の長であるが、1931年のウェストミンスター憲章によってイギリス国王は連合王国の象徴としての地位に就いた。イギリスは立憲君主制の国ではあるが、政治の実態はアメリカ合衆国や今日のフランス、旧西ドイツ等の共和制国家と「同じもの」だと言える。
他方、第一次世界大戦前のドイツ帝国や戦前の日本でも憲法は存在したが、そこでは君主や天皇が行政権を掌握し、数々の強大な大権を有し、議会の権限は極めて弱く、外見的立憲主義だったと田中は述べている。対してイギリスのような立憲君主制は、議会主義的君主制と呼ばれる。
第二次世界大戦後も君主制を擁する国々は十数ヶ国存在するが、ほとんどはイギリス型の立憲君主制を取っており、ベルギーやルクセンブルクなど憲法上で国民主権を明記している国もある。田中は次の通り締めくくっている。
「戦後日本では、憲法上、国民主権主義を明確化し、天皇主権主義を廃止し、天皇は政治的権限をもたない象徴的地位についた。この意味で戦後の日本は、事実上、国民主権主義をとる民主国家と規定できよう」
。

## 榎原猛による定義・分類
憲法学者榎原猛は、その著書『君主制の比較憲法学的研究』（1959年、有信堂）において、「立憲君主制度」を、「制限君主制度」（主権者たる君主が国権を発動するに際し、独立機関を設け、この独立機関を通じて国権を発動することを本則とする制度）の一類型である「立憲政体を採用する君主国の制度」と定義したうえで、立憲君主制度の国を以下のように分類している。
1. 君主主義的立憲君主制度 - 国王と国会との相互関係のうえで、国王が優位の立憲君主制度
2. 国会主義的立憲君主制度 - 国王と国会との相互関係のうえで、国会が優位の立憲君主

なお榎原は、「国会主義」の君主制という観点から、
1. 国会主義的立憲君主制度（君主制国家でありながら、憲法的習律により、議院内閣制を採用し、国会主義を実現している制度）
2. 国会制的間接君主制度（君主主権を定めながら、憲法の明文により議院内閣制を採用し、国会主義を実現している制度）
3. 共和国における君主制（憲法上で国民主権を定めながら、君主制を採用している制度）

の分類も用いている。

## ウォルター・バジョットによる立憲君主制での君主の権利
ウォルター・バジョットによれば、立憲君主制における君主は以下の3つの権利を保持しているとされる。
1. 諮問に対し意見を述べる権利
2. 奨励する権利
3. 警告する権利

また君主が優れた感覚や英知を有するのであれば、このほかに必要とするものはないとした。

## 現在の立憲君主国一覧
現在の立憲君主国は、以下の42ヶ国。
イギリス連邦構成諸国は本節最下部に別記する。

### アジア
- 日本国（天皇[注釈 4]）
- カンボジア王国（国王）
- タイ王国（国王）
- バーレーン王国（国王）
- ブータン王国（龍王）
- ブルネイ・ダルサラーム国（国王[注釈 5]）
- マレーシア（国王[注釈 6]）
- ヨルダン・ハシミテ王国（国王）
- カタール国（首長）
- クウェート国（首長）

### ヨーロッパ
- オランダ王国（国王）
- スウェーデン王国（国王[注釈 7]）
- スペイン王国（国王）
- デンマーク王国（国王）
- ノルウェー王国（国王）
- ベルギー王国（国王）
- ルクセンブルク大公国（大公）
- アンドラ公国（共同大公[注釈 8]）
- モナコ公国（公）
- リヒテンシュタイン侯国（侯）

### オセアニア
- トンガ王国（国王）
- サモア独立国（オ・レ・アオ・オ・レ・マーロー[注釈 9]）

### アフリカ
- エスワティニ王国（国王）
- モロッコ王国（国王[注釈 10]）
- レソト王国（国王）

### 英連邦王国
英連邦王国の諸国は同一の国王を君主とする。イギリス以外の国では各国政府の助言に基づいて国王により形式的に任命された総督が大権を執行する。また、性質上は単なる象徴元首の扱いであるため、各国の国政運営は政府の長たる首相率いる内閣（行政府）にて継続して行われている。
- アンティグア・バーブーダ
- イギリス（国王）
- オーストラリア連邦（オーストラリア国王）
- カナダ（カナダ国王）
- グレナダ
- ジャマイカ
- セントクリストファー・ネイビス連邦
- セントビンセントおよびグレナディーン諸島
- セントルシア
- ソロモン諸島
- ツバル
- ニュージーランド王国（ニュージーランド国王）
  -  ニュージーランド
  -  クック諸島
  -  ニウエ
- バハマ国
- パプアニューギニア独立国
- ベリーズ

## 各国の立憲君主制

### アジア

#### 日本

##### 大日本帝国憲法
政治評論家の竹田恒泰によれば、大日本帝国憲法において、国家統治の権限は天皇による統治権（天皇大権）として定められた。その行使にあたっては国務大臣、統帥部、宮内大臣らの輔弼を絶対要件として必要とし、その行使に伴って生じる結果責任を天皇に代わって引き受ける輔弼者が存在して初めて行使されうるよう運用された。
竹田によると、この天皇大権の根拠としては、日本建国以来の歴代の天皇が実際に大権を保持し、主体的に行使してきたという歴史的事実自体に求めたという。竹田によれば、日本の歴史としては建国以前に記紀神話が連続して続いているが、この神話的出来事は、井上毅ら帝国憲法の起草者によって立憲の議論からは除外された。天皇に関わる法的な議論に神話的出来事を持ち込むことにより、宗教や哲学を巡る議論が起き、それに天皇や政府が巻き込まれることを避けたためであるという。
その後、1935年の天皇機関説事件を契機といて、野党や軍部、右翼団体が天皇機関説の排撃運動を活発化させる。1935年8月3日、岡田内閣は天皇の統治権の根拠として天照大神による天壌無窮の神勅による、と公式に発表し（国体明徴声明）、この時点で初めて、天皇大権の根拠に神話を持ち込む神権主義的解釈が生まれた。
竹田によると、この10年余り後に憲法は改正され、神権主義的解釈がなされたのはこの短期間に過ぎなかったが、これ以降の憲法に関する言論では、帝国憲法の施行されていた全期間において、神権主義的体制下にあった、という誤った認識が広く行き渡ることになったとされる。

##### 日本国憲法
日本国憲法は第1条で「天皇は、日本国の象徴であり日本国民統合の象徴」と定めた（象徴天皇制）。憲法および他の法令には「立憲君主制」や「君主」に対する直接的な記述はなく、日本政府の見解としては立憲君主制とみなしても差し支えないとしている一方で、学説として議論がある。

###### 制定経緯
日本国憲法はマッカーサーが提示したマッカーサー三原則を原則としたGHQ草案に基づいているが、マッカーサー三原則には天皇の地位についての規定があり、以下の3つである。
上記を原則としてGHQ草案が作成されるにあたり、天皇の項目を担当したのはGHQの内部組織である民政局のリチャード・A・プール（1919年 - 2006年）であった。いわゆる「象徴天皇制」はマッカーサー三原則における「Emperor is at the head of the state.」をプールがGHQ草案において「the symbol of the State」と表現したことがその起源であり、2000年の参議院憲法調査会の際に説明している。また、同調査会において立憲君主制について以下のように述べている。

###### 政府見解
国会答弁における政府見解には以下がある。

##### 学説
学説としては、以下のようなものがある。
憲法学者清宮四郎の『憲法Ⅰ』（第三版）によると、天皇が君主か否かについては、否定説と肯定説とがある。君主制の歴史的変遷を見ると、専主制（autocracy）の理想に最も近い絶対君主制から、君主の権能が制限された制限君主制、立憲君主制へと「進化」している。しかし19世紀から20世紀にかけて、民主政治・議会政治が一層発達するに連れ、君主制国家は次第に減少し、実権は君主の手から離れて他の機関に移った。そしてイギリス国王のような「君臨するも統治しない」君主が生まれるに至り、ベルギーやオランダ等の君主もこれに近い。これらを「議会制君主制（parliamentary monarchy）」という。議会制君主制と天皇は、次のように対比されている。
憲法学者の佐藤功の『憲法（上）』（新版）によると、「日本国憲法は明瞭に主権を国民に属せしめている以上、日本国は共和制であると見るべき」とする。しかし君主制には、「みずからを近代化・民主化しつつ存続しえた」という面もある。日本の国家型態は、「かつての絶対君主制や立憲君主制のような伝統的・典型的な君主制には属さないことは明らかである」とされる。
憲法学者の百地章の雑誌「改革者」平成12年5月号の寄稿によると、第二次世界大戦後、君主の権限は一般に縮小されたり形式的、名目的なものにとされる傾向にあり、もし従来の定義に固執した場合もはや君主らしい君主はほとんど見当たらないことになるとしたうえで、スウェーデン国王などの場合、象徴天皇よりもはるかに政治的権能は制限されていると述べている。また、世襲の原則（憲法二条）に基づき、日本国および日本国民統合の象徴（同一条）とされ、内閣総理大臣や最高裁長官の任命権ほか、栄誉の授与等の国事行為を行う（同六条七条）天皇は、まぎれもなく君主であると述べている。同時に、昭和48年参議院内閣委員会における内閣法制局長官の吉国一郎の答弁を引用し、事実、わが国政府の公式見解は、天皇を君主、わが国を立憲君主制とするものであるとする。
憲法学者の安田浩は『日本大百科全書』にて「象徴天皇には、通常の立憲君主のもっている政治上の外形的権限およびそれに基づく危機に際しての介入権限も与えられておらず、その点では君主とも元首ともいいえない存在となった」と述べている。『国史大辞典』では、法律制度上、象徴天皇は君主でも元首でもなく、神の子孫としての神聖な権威は消滅したとされている。
憲法学者の下條芳明は、日本やスウェーデンを象徴君主制（広義の立憲君主制に含まれるが、狭義の立憲君主制ではない）に分類する。

##### 国外の見解
外国政府では天皇を外交儀礼上の君主として扱っている。オリンピックの開会宣言は国家元首が行うこととなっているが、日本では総理大臣ではなく天皇が行う。
アメリカ中央情報局の『ザ・ワールド・ファクトブック』では、日本の「Government type（政府・統治のタイプ）」を「parliamentary constitutional monarchy」とし、「chief of state（君主）」を「Emperor NARUHITO (since 1 May 2019); note - succeeds his father who abdicated on 30 April 2019」としている。

#### タイ
立憲革命によりそれまでの専制君主制を廃したタイ王国は、当時有効であった日本の大日本帝国憲法の制度をほぼそのまま導入し、国王大権など君主制の根幹に関する条項については、明治憲法の制度が21世紀の現在に至るまで基本的に維持されている。しかし、ドイツ第二帝国や明治憲法下の日本ほどではないが「国王は規定に基づき主権を行使できる」とされており、非常時には三権ないし軍に介入できるなど、実権を保持する。

#### カンボジア
カンプチア人民共和国が1993年に消滅し、同年9月に立憲君主制のカンボジア王国が成立した。

#### バーレーン
バーレーン国は2002年に立憲君主制に移行して、「バーレーン王国」に国名変更した。

#### ブータン王国
ブータン王国も2008年3月までに上下両院の普通選挙を完了し、同年7月18日に新たな成文憲法典を成立させ、立憲君主制への移行を完了した。

### オセアニア

#### トンガ王国
トンガ王国は立憲君主制である。だが、実際は国王の強力な大権によって国政が行われている。議会は貴族の代表と平民の代表で構成される。

#### サモア独立国
サモア独立国の政体については選挙立憲君主制とみるか、共和制とみるかで争いがある。サモアの元首は形式上は議会で選出されるが、世襲の大首長家から選ばれることが当然とみなされている。

### ヨーロッパ
南欧では、1975年に王政復古したスペインを除いて、イタリア、バルカン諸国などでファシスト政権を歓迎したため、第二次世界大戦後、次々に追放され共和制へと移行している。
政治的な権限を有さない君主は、デンマーク、スウェーデン、ノルウェーといった北欧諸国やオランダ、スペインなどヨーロッパの他の立憲君主国でも普通に見られる。ただし、オランダ（閣僚の任命についての43条など）やスペイン（首相の推薦又は任命についての99条など）は、政治慣行等を抜きにして条文上では君主の意思が介在できるイギリスと似た「一般的な立憲君主制」タイプであり、それが介在できないほど君主権力が制限・剥奪された「君主権力がより消極的な立憲君主制」とは異なる。スウェーデン国王は首相任命権などの形式的な国事行為すら憲法上認められておらず、政治から完全に分離され国の対外的代表としての地位しかないため、象徴君主制という新たな区分で説明されることがある。
なお、リヒテンシュタイン公国は立憲君主制とされているが、議院内閣制でありながら、リヒテンシュタイン家の当主であるリヒテンシュタイン公が強大な政治的権限を有している。これはリヒテンシュタイン家が膨大な資産を有しており国庫からの歳費収入に依存する必要がないためとされている。そのためリヒテンシュタイン公国はほぼ絶対君主制といえる政体であるといわれる。

### アフリカ

#### モロッコ
モロッコ国王は情報統制など強権的な政治を行っている。その一方で民主化政策が進められている。ハサン2世の統治時代、1996年に憲法改正がなされた。この改正で二院制を導入、総選挙を実施した。
さらに2011年モロッコ憲法改正国民投票によって首相・議会への権限委譲などなどを含む民主化改革が行われた。

#### レソト
レソト国王は国民統合の象徴的地位で、実権は首相にあり、政治的権力を有さない。

#### エスワティニ
エスワティニは絶対王政に分類されており、世襲制の国王のもとで強権的な政権運営がなされている。

### イギリス連邦
イギリス連邦加盟国には、イギリスと同一の国王を戴く英連邦王国、独自の立憲君主国、共和国の類型がある。イギリス国王は英連邦の首長 (Head of the Commonwealth) の地位にある。

#### 英連邦王国
英連邦王国では、国王が主権者 (Sovereign) であり、国王の名が国家を意味する語として用いられる（国王 (法人)も参照のこと）。すなわち「国（女）王陛下の内閣」「王立カナダ海軍」といった修辞が行われ、行政訴訟では国王が名義上の被告となる。国王の大権は国政の主要決定のほぼ全てにわたるが、その行使は憲法的法規もしくは憲法的慣行によって強く制約され、多くは普通選挙で議員が選出された下院に対して責任を有する首相の助言に基づいてなされる。
イギリス以外の英連邦王国では国王が通常不在であるため、総督が君主の代理となる。現在では当該国の首相の助言に基づいて国王が総督を任命する。また、連邦制のカナダとオーストラリアでは、国王は各州の君主でもあり、副総督によって代行される。オーストラリアでは総督が、1975年には議会の膠着状態を解消するため、現職首相を罷免して野党党首を首相に任命したことがあり、政治的権限を行使する例が無いわけではない。
内閣が下院の信任を必要とする議院内閣制であるが、議会での首相指名選挙は行われず、国王または総督等がウェストミンスター・システムの憲法的慣行に従って下院多数党派のリーダーを首相に任命する。そして内閣の方針を国王または総督等が議会で読み上げ（国王演説）、それに対し下院が信任投票を行う。
議会を通過した法案に対する拒否権や、下院の信任を失っていない首相の解任なども君主大権に含まれるが、基本的には行使してはならないとされる。総督等が首相の助言なしにこのような大権を行使し問題となること（憲法危機）が幾度かあったが、その際も総督の解任権をもつ女王エリザベス2世は、当該国内で解決すべき問題であるとし不介入を貫いている。

## 賛否
「立憲君主制（制限君主制）は政府の正統性を担保し、また政権首脳に権威が集中することを抑制する効果がある」として、一旦君主制を廃止したものの政情不安のある国では王政復古が模索されることがある。
また、かつてのヨーロッパやラテンアメリカでは、新国家を創設する際に他国の王族・貴族を新たに名目上の君主として擁立する例も少なくなかった。
一方で、戦間期には国王自らがクーデターを起こして独裁体制を敷いた例が多発している。
また、世襲を原則とする君主制は平等権とは異質な制度であり、また王族自身の人権に特別な制限が加えられることも多いため、立憲君主制国家において「君主制廃止論」もある。しかし、世襲であることは政権首脳が権威を掌握する隙を与えず、尚且つ権威者たる君主が生涯にわたり権力を掌握できないようにすることを可能にするため、権威と権力の分立という観点からは、寧ろ高度な民主主義体系の維持に役立つという側面もある。君主やその一族の人権が制約されることは、公務員がその業務の特性上、「私」よりも「公僕」としての立場を要求されるために一部人権の制約を受けることに準じるとされ、間接的ではあるが、国民に対し公権力を行使するという立場から一部人権制約を受けるのは前項における民主主義を維持するために必要な措置であると考えられている。